# VG-4.3
La Vía de Alta Capacidad Cambados-Villagarcía de Arosa es una vía para automóviles de la Junta de Galicia que transcurre entre Cambados y Coruxo, diseñada como una carretera limitada a 90 km/h para ser una vía de corta distancia y de poca Intensidad media diaria (IMD). No cumplen los estándares de doble calzada (autovía), ni esta previstada para la duplicación de esta dicha vía. La longitud de este tramo es de 8,21 kilómetros.
Fue inaugurado en 2003 como alternativa de la carretera autonómica PO-549 que le rodea por la costa y cuenta el acceso directo a la Isla de Arosa.

## Tramos
| Denominación | Tramo                                        | Kilómetros | Año servicio |
| ------------ | -------------------------------------------- | ---------- | ------------ |
| VG-4.3       | VG-4.2 PO-550 PO-300 Cambados - N-640 Coruxo | 8,2        | 2003         |

## Salidas
| Velocidad | Esquema | Salida | Sentido Coruxo (N-640) | Carriles | Sentido Cambados (VG-4.2) | Carretera            | Notas |
| --------- | ------- | ------ | --- | -------- | --- | -------------------- | ----- |
|           |         |        | Comienzo de Vía de Alta Capacidad Cambados-Villagarcía de Arosa VG-4.3 Procede de: VG-4.2 PO-550 PO-300 Cambados                                                                                           |          | Fin de Vía de Alta Capacidad Cambados-Villagarcía de Arosa VG-4.3 Incorporación final VG-4.2 PO-550 PO-300 Dirección final: PO-300 Mosteiro Salnés VG-4.2 Barrantes AG-41 Sangenjo Pontevedra E-1 AP-9 PO-550 Cambados | VG-4.2 PO-550 PO-300 |       |
|           |         | 1      | PO-549 Cambados Puerto Tragove |          | PO-549 Cambados Puerto Tragove | PO-549               |       |
|           |         | 4      | PO-530 Villanueva de Arosa Isla de Arosa Tremoedo |          | PO-530 Villanueva de Arosa Isla de Arosa Tremoedo | PO-530               |       |
|           |         | 7      | Villagarcía de Arosa Puerto PO-529 Villajuán |          | Villagarcía de Arosa Puerto PO-529 Villajuán | PO-529 PO-528        |       |
|           |         |        | rego de Santa Mariña 90 metros |          | rego de Santa Mariña 90 metros |                      |       |
|           |         |        | Fin de Vía de Alta Capacidad Cambados-Villagarcía de Arosa VG-4.3 Dirección final: Villagarcia de Arosa Fontecarmoa Cambados E-1 AP-9 Santiago de Compostela Pontevedra N-640 Caldas de Reyes Santa Mariña |          | Inicio de Vía de Alta Capacidad Cambados-Villagarcía de Arosa VG-4.3 Procede de: N-640 Coruxo | N-640                |       |